# Мартовка
Ма́ртовка (рос. Мартовка) — село у складі Хабарського району Алтайського краю, Росія. Адміністративний центр Мартовської сільської ради.

## Населення
Населення — 921 особа (2010; 1221 у 2002).
Національний склад (станом на 2002 рік):
- росіяни — 87 %